# Rally Dakar de 2015
El Rally Dakar de 2015, la 36.ª edición de la carrera de rally raid más exigente del mundo, se realizó entre el 4 y 17 de enero de ese año, y por séptima vez consecutiva en América del Sur, tras la cancelación de la edición de 2008 en África por amenazas terroristas. La empresa francesa ASO (Amaury Sport Organisation) es la organizadora del Dakar, que en esta oportunidad se disputó en Argentina, Bolivia y Chile.

## Recorrido

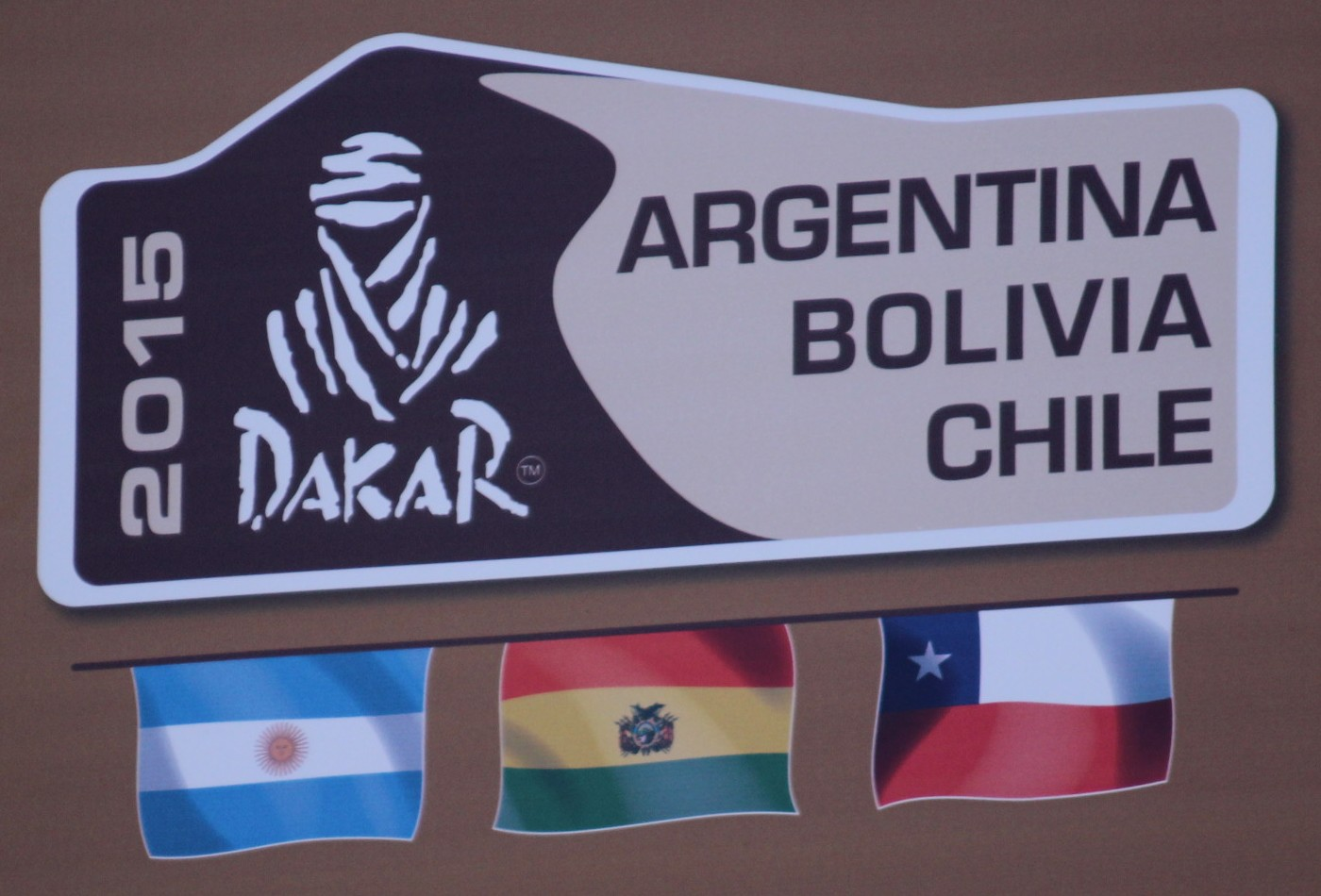
Recorrido del Rally Dakar por Argentina, Chile y Bolivia.

Para este rally los puntos de partida y llegada se ubicaron ambos en la ciudad de Buenos Aires, Argentina. Además, cruzó el territorio de Bolivia y Chile. Los días de descanso fueron el 10 y 12 de enero. El 10 para motos y quads y el 12 para autos y camiones, todos en la ciudad de Iquique (Chile). El Autódromo Eduardo Copello de San Juan y el Autódromo de Termas de Río Hondo se utilizaron como campamentos durante el Rally Dakar.

## Participantes
Participaron un total de 406 vehículos: 161 motos, 45 cuatrimotos, 137 coches y 63 camiones. Entre los inscritos destaca el equipo español formado por Albert Bosch Riera y Agustín Payá, con un vehículo eléctrico, el primero en toda su historia que compitió en la prueba, en una nueva categoría creada por los organizadores en esta edición.

## Muerte en el Dakar
El 6 de enero de 2015, mientras se disputaba la tercera etapa entre San Juan y Chilecito, el piloto polaco Michal Hernik de 39 años que competía en la categoría de motos, falleció de hipertermia y deshidratación en el kilómetro 206 de la Cuesta del Miranda, en la provincia argentina de La Rioja.

## Etapas
| Etapa | Fecha       | Desde                            | Hasta                            |
| ----- | ----------- | -------------------------------- | -------------------------------- |
| 1     | 4 de enero  | Buenos Aires                     | Villa Carlos Paz                 |
| 2     | 5 de enero  | Villa Carlos Paz                 | San Juan                         |
| 3     | 6 de enero  | San Juan                         | Chilecito                        |
| 4     | 7 de enero  | Chilecito                        | Copiapó                          |
| 5     | 8 de enero  | Copiapó                          | Antofagasta                      |
| 6     | 9 de enero  | Antofagasta                      | Iquique                          |
|       | 10 de enero | Día de descanso en Iquique (M&Q) | Día de descanso en Iquique (M&Q) |
| 7     | 10 de enero | Iquique                          | Uyuni (A&C)                      |
| 7     | 11 de enero | Iquique                          | Uyuni (M&Q)                      |
| 8     | 11 de enero | Uyuni (A&C)                      | Iquique                          |
| 8     | 12 de enero | Uyuni (M&Q)                      | Iquique                          |
|       | 12 de enero | Día de descanso en Iquique (A&C) |                                  |
| 9     | 13 de enero | Iquique                          | Calama                           |
| 10    | 14 de enero | Calama                           | Salta                            |
| 11    | 15 de enero | Salta                            | Termas de Río Hondo              |
| 12    | 16 de enero | Termas de Río Hondo              | Rosario                          |
| 13    | 17 de enero | Rosario                          | Buenos Aires                     |

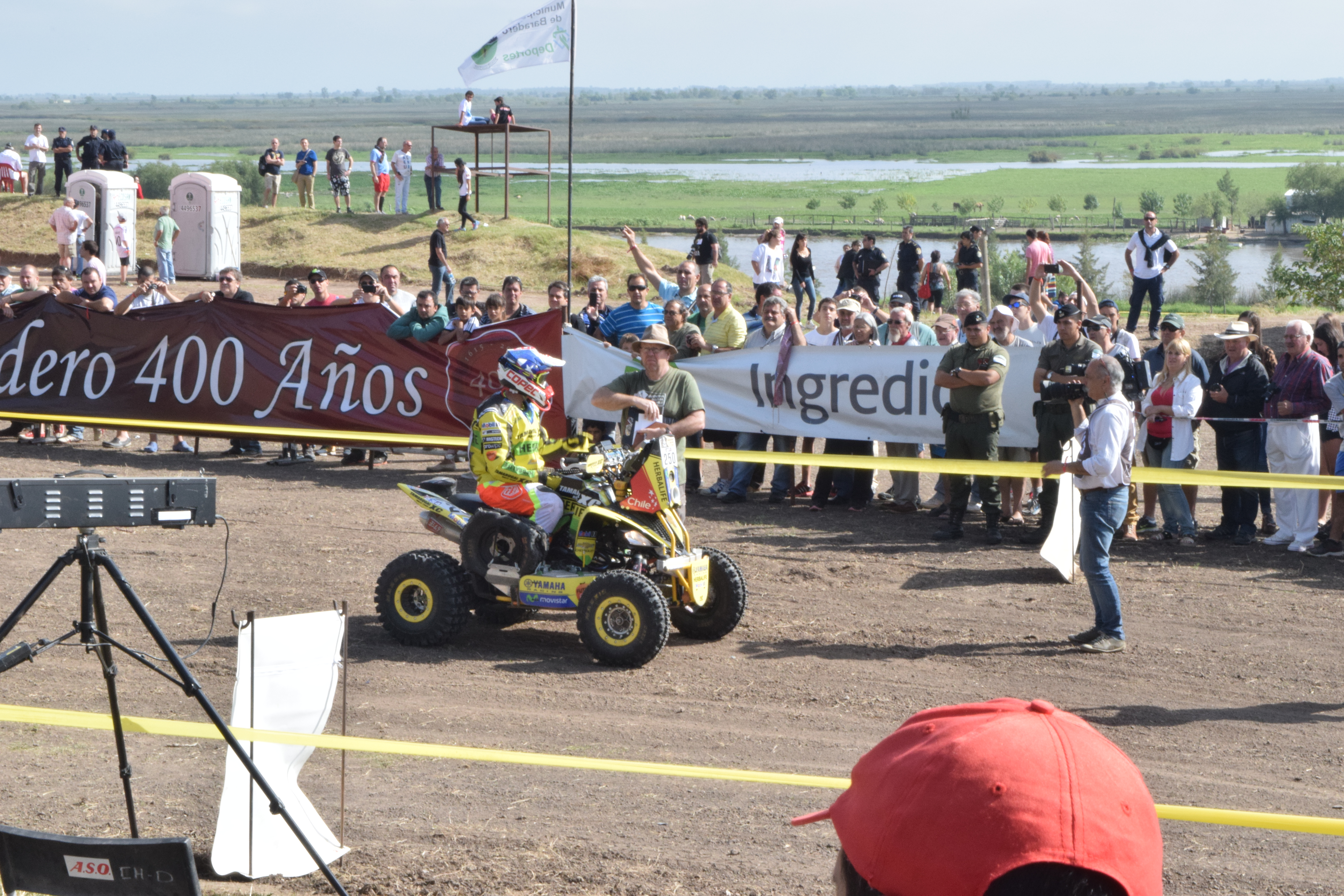
Ignacio Casale en la largada de la primera etapa en Baradero.

Leyenda: M: Motocicletas; Q: Cuadriciclos (Quads); A: Automóviles; C: Camiones.

## Resultados por etapas

### Motos
| Etapa | Ganador de la etapa | Líder en la general |
| ----- | ------------------- | ------------------- |
| 1     | Sam Sunderland      | Sam Sunderland      |
| 2     | Joan Barreda Bort   | Joan Barreda Bort   |
| 3     | Matthias Walkner    | Joan Barreda Bort   |
| 4     | Joan Barreda Bort   | Joan Barreda Bort   |
| 5     | Marc Coma           | Joan Barreda Bort   |
| 6     | Helder Rodrigues    | Joan Barreda Bort   |
| 7     | Paulo Gonçalves     | Joan Barreda Bort   |
| 8     | Pablo Quintanilla   | Marc Coma           |
| 9     | Helder Rodrigues    | Marc Coma           |
| 10    | Joan Barreda Bort   | Marc Coma           |
| 11    | Ivan Jakeš          | Marc Coma           |
| 12    | Toby Price          | Marc Coma           |
| 13    | Ivan Jakeš          | Marc Coma           |

### Cuatrimotos
| Etapa | Ganador de la etapa       | Líder en la general |
| ----- | ------------------------- | ------------------- |
| 1     | Ignacio Casale            | Ignacio Casale      |
| 2     | Ignacio Casale            | Ignacio Casale      |
| 3     | Lucas Bonetto             | Sergio Lafuente     |
| 4     | Rafal Sonik               | Rafal Sonik         |
| 5     | Rafal Sonik               | Rafal Sonik         |
| 6     | Ignacio Casale            | Rafal Sonik         |
| 7     | Nelson Sanabria           | Rafal Sonik         |
| 8     | Jeremías González Ferioli | Ignacio Casale      |
| 9     | Víctor Gallegos           | Rafal Sonik         |
| 10    | Nelson Sanabria           | Rafal Sonik         |
| 11    | Christophe Declerck       | Rafal Sonik         |
| 12    | Christophe Declerck       | Rafal Sonik         |
| 13    | Willem Saaijman           | Rafal Sonik         |

### Coches
| Etapa | Ganador de la etapa                   | Líder en la general               |
| ----- | ------------------------------------- | --------------------------------- |
| 1     | Orlando Terranova Bernardo Graue      | Orlando Terranova Bernardo Graue  |
| 2     | Nasser Al-Attiyah Matthieu Baumel     | Nasser Al-Attiyah Matthieu Baumel |
| 3     | Orlando Terranova Bernardo Graue      | Nasser Al-Attiyah Matthieu Baumel |
| 4     | Nasser Al-Attiyah Matthieu Baumel     | Nasser Al-Attiyah Matthieu Baumel |
| 5     | Vladimir Vasilyev Konstantin Zhiltsov | Nasser Al-Attiyah Matthieu Baumel |
| 6     | Nasser Al-Attiyah Matthieu Baumel     | Nasser Al-Attiyah Matthieu Baumel |
| 7     | Orlando Terranova Bernardo Graue      | Nasser Al-Attiyah Matthieu Baumel |
| 8     | Yazeed Al-Rajhi Timo Gottschalk       | Nasser Al-Attiyah Matthieu Baumel |
| 9     | Nani Roma Michel Périn                | Nasser Al-Attiyah Matthieu Baumel |
| 10    | Nasser Al-Attiyah Matthieu Baumel     | Nasser Al-Attiyah Matthieu Baumel |
| 11    | Nasser Al-Attiyah Matthieu Baumel     | Nasser Al-Attiyah Matthieu Baumel |
| 12    | Orlando Terranova Bernardo Graue      | Nasser Al-Attiyah Matthieu Baumel |
| 13    | Robby Gordon Johnny Campbell          | Nasser Al-Attiyah Matthieu Baumel |

### Camiones
| Etapa | Ganador de la etapa                              | Líder en la general                              |
| ----- | ------------------------------------------------ | ------------------------------------------------ |
| 1     | Hans Stacey Serge Bruynkens Bernard Der Kinderen | Hans Stacey Serge Bruynkens Bernard Der Kinderen |
| 2     | Eduard Nikolaev Evgeny Yakovlev Ruslan Akhmadeev | Hans Stacey Serge Bruynkens Bernard Der Kinderen |
| 3     | Ayrat Mardeev Aydar Belyaev Dmitriy Svistunov    | Ayrat Mardeev Aydar Belyaev Dmitriy Svistunov    |
| 4     | Eduard Nikolaev Evgeny Yakovlev Ruslan Akhmadeev | Ayrat Mardeev Aydar Belyaev Dmitriy Svistunov    |
| 5     | Eduard Nikolaev Evgeny Yakovlev Ruslan Akhmadeev | Eduard Nikolaev Evgeny Yakovlev Ruslan Akhmadeev |
| 6     | Eduard Nikolaev Evgeny Yakovlev Ruslan Akhmadeev | Eduard Nikolaev Evgeny Yakovlev Ruslan Akhmadeev |
| 7     | Aleš Loprais Ferran Alcayna Jan van der Vaet     | Ayrat Mardeev Aydar Belyaev Dmitriy Svistunov    |
| 8     | Eduard Nikolaev Evgeny Yakovlev Ruslan Akhmadeev | Ayrat Mardeev Aydar Belyaev Dmitriy Svistunov    |
| 9     | Ayrat Mardeev Aydar Belyaev Dmitriy Svistunov    | Ayrat Mardeev Aydar Belyaev Dmitriy Svistunov    |
| 10    | Eduard Nikolaev Evgeny Yakovlev Ruslan Akhmadeev | Ayrat Mardeev Aydar Belyaev Dmitriy Svistunov    |
| 11    | Hans Stacey Serge Bruynkens Bernard Der Kinderen | Ayrat Mardeev Aydar Belyaev Dmitriy Svistunov    |
| 12    | Hans Stacey Serge Bruynkens Bernard Der Kinderen | Ayrat Mardeev Aydar Belyaev Dmitriy Svistunov    |
| 13    | Hans Stacey Serge Bruynkens Bernard Der Kinderen | Ayrat Mardeev Aydar Belyaev Dmitriy Svistunov    |

## Clasificaciones finales
- Diez primeros clasificados en cada una de las cuatro categorías en competencia.

### Motocicletas
| Rank. | Piloto            | Marca  | Tiempo   | Diferencia |
| ----- | ----------------- | ------ | -------- | ---------- |
| 1     | Marc Coma         | KTM    | 46:03:49 | –          |
| 2     | Paulo Gonçalves   | Honda  | 46:20:42 | + 16:53    |
| 3     | Toby Price        | KTM    | 46:27:03 | + 23:14    |
| 4     | Pablo Quintanilla | KTM    | 46:42:27 | + 38:38    |
| 5     | Štefan Svitko     | KTM    | 46:48:06 | + 44:17    |
| 6     | Ruben Faria       | KTM    | 48:01:39 | + 1:57:50  |
| 7     | David Casteu      | KTM    | 48:04:03 | + 2:00:14  |
| 8     | Ivan Jakeš        | KTM    | 48:22:07 | + 2:18:18  |
| 9     | Laia Sanz         | Honda  | 48:28:10 | + 2:24:21  |
| 10    | Olivier Pain      | Yamaha | 49:12:58 | + 3:09:09  |

### Cuatrimotos
| Rank. | Piloto                    | Marca  | Tiempo   | Diferencia |
| ----- | ------------------------- | ------ | -------- | ---------- |
| 1     | Rafal Sonik               | Yamaha | 57:18:39 | -----      |
| 2     | Jeremías González Ferioli | Yamaha | 60:13:29 | + 2:54:50  |
| 3     | Walter Nosiglia           | Honda  | 61:01:35 | + 3:42:56  |
| 4     | Nelson Sanabria           | Yamaha | 61:28:36 | + 4:09:57  |
| 5     | Christophe Declerck       | Yamaha | 63:07:19 | + 5:48:40  |
| 6     | Daniel Domaszewski        | Honda  | 65:54:49 | + 8:36:10  |
| 7     | Sebastián Palma           | Can-Am | 67:48:53 | + 10:30:14 |
| 8     | Santiago Hansen           | Honda  | 70:43:09 | + 13:24:30 |
| 9     | Hannes Saaijman           | Yamaha | 70:47:17 | + 13:28:38 |
| 10    | André Suguita             | Can-Am | 79:39:53 | + 22:21:14 |

### Coches
| Rank. | Piloto              | Copiloto            | Marca      | Tiempo   | Diferencia |
| ----- | ------------------- | ------------------- | ---------- | -------- | ---------- |
| 1     | Nasser Al-Attiyah   | Matthieu Baumel     | MINI       | 40:32:25 | -----      |
| 2     | Giniel de Villiers  | Dirk von Zitzewitz  | Toyota     | 41:07:59 | + 35:54    |
| 3     | Krzysztof Hołowczyc | Xavier Panseri      | MINI       | 42:04:26 | + 1:32:01  |
| 4     | Erik van Loon       | Wouter Rosegaar     | MINI       | 43:34:17 | + 3:01:52  |
| 5     | Vladimir Vasilyev   | Konstantin Zhiltsov | MINI       | 43:45:06 | + 3:12:41  |
| 6     | Christian Levielle  | Pascal Maimon       | Toyota     | 43:48:23 | + 3:15:58  |
| 7     | Bernhard ten Brinke | Tom Colsoul         | Toyota     | 44:14:27 | + 3:42:02  |
| 8     | Carlos Sousa        | Paulo Fiuza         | Mitsubishi | 44:17:24 | + 3:44:59  |
| 9     | Aydin Rakhimbaev    | Anton Nikolaev      | MINI       | 44:41:09 | + 4:08:44  |
| 10    | Ronan Chabot        | Gilles Pillot       | SMG        | 45:15:01 | + 4:42:36  |

### Camiones
| Rank. | Piloto               | Copilotos                             | Marca | Tiempo   | Diferencia |
| ----- | -------------------- | ------------------------------------- | ----- | -------- | ---------- |
| 1     | Ayrat Mardeev        | Aydar Belyaev Dmitriy Svistunov       | Kamaz | 42:22:01 | -----      |
| 2     | Eduard Nikolaev      | Evgeny Yakovlev Ruslan Akhmadeev      | Kamaz | 42:35:53 | + 13:52    |
| 3     | Andrey Karginov      | Andrey Mokeev Igor Leonov             | Kamaz | 43:13:01 | + 51:00    |
| 4     | Aleš Loprais         | Ferran Marco Alcayna Jan van der Vaet | MAN   | 44:18:38 | + 1:56:37  |
| 5     | Dmitry Sotnikov      | Igor Devyatkin Andrey Aferin          | Kamaz | 44:46:33 | + 2:24:32  |
| 6     | Hans Stacey          | Serge Bruynkens Bernard der Kinderen  | Iveco | 44:51:30 | + 2:29:29  |
| 7     | Martin Kolomý        | David Kilián René Kilián              | Tatra | 46:29:30 | + 4:07:29  |
| 8     | Marcel van Vliet     | Marcel Pronk Artur Klein              | MAN   | 46:41:42 | + 4:19:41  |
| 9     | Gérard de Rooy       | Darek Rodewald Jurgen Damen           | Iveco | 49:30:42 | + 7:08:41  |
| 10    | Aleksandr Vasilevski | Valery Kazlouski Anton Zaparoshchanka | MAZ   | 49:31:00 | + 7:08:59  |